# Sant’Antonio da Padova in Via Tuscolana

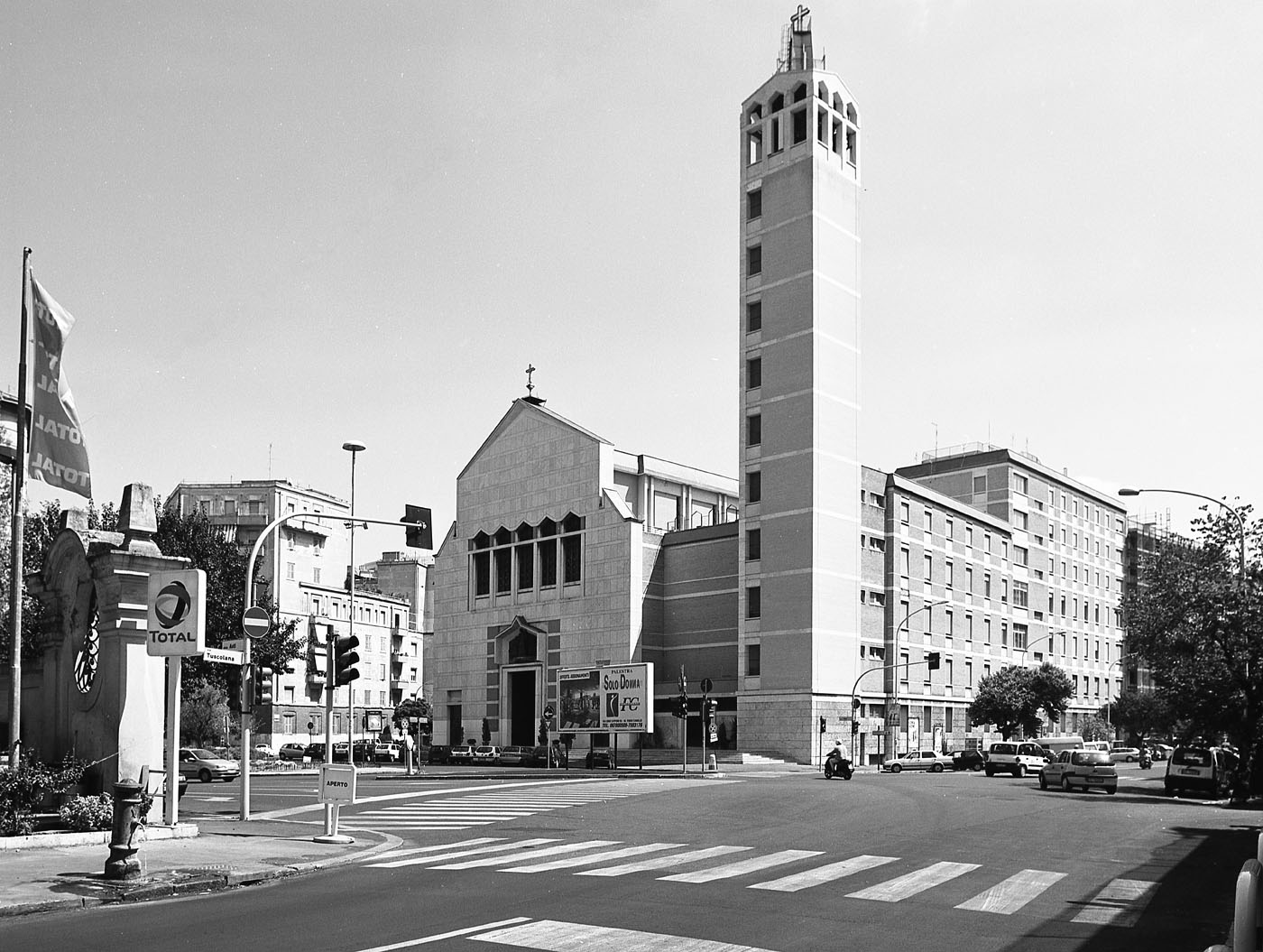
Sant’Antonio da Padova in Via Tuscolana

Sant’Antonio da Padova in Via Tuscolana (it.: Santi Antonio da Padova e Annibale Maria; lat.: S. Antonii Patavini in via Tusculana) ist eine Kirche in Rom.
Die ab 1947 erstellte Kirche wurde 1948 der Kongregation der Rogationisten des Herzens Jesu RCJ übergeben. Neben Antonius von Padua ist der Ordensgründer der Rogationisten Annibale Maria Di Francia Patronin der Kirche. Die Einweihung fand am 27. Mai 1965 durch Luigi Kardinal Traglia statt. Am 5. März 1973 erhob Papst Paul VI. die Kirche zu einer Titelkirche der römisch-katholischen Kirche. Neben der Verwendung als Ordenskirche der Rogationisten ist sie Kirche der Pfarre Antonio e Annibale Maria.
Architekt war Raffaele Bocconi. Die Fassade der Kirche zeigt drei Eingänge, über denen fünf Fenster angeordnet sind. Der Tabernakel ist aus Alabaster und einer Bronze-Figuar gefertigt. Der Glockenturm ist mit 47 Metern der höchste in Rom.
Die Kirche befindet sich im römischen Quartier Tuscolano in der Via Tuscolano an der Piazza Asti 10.

## Kardinalpriester
- Paulo Evaristo Kardinal Arns OFM, 5. März 1973–14. Dezember 2016
- Jean Kardinal Zerbo, seit 28. Juni 2017